# 모르강 아말피타노
모르강 아말피타노(Morgan Amalfitano, 1985년 3월 20일, 니스 ~)는 프랑스의 전 축구 선수로, 과거 미드필더로 활약했다. 그는 2010-11 시즌 종료 후, 마르세유로 자유 이적하였다. 그의 동생은 로맹 아말피타노이다.

## 수상

### 클럽
CS 스당 아르덴
- 리그 2 준우승: 2005-06

올랭피크 드 마르세유
- 트로페 데 샹피옹: 2011